# 1815年后灭亡的欧洲国家列表

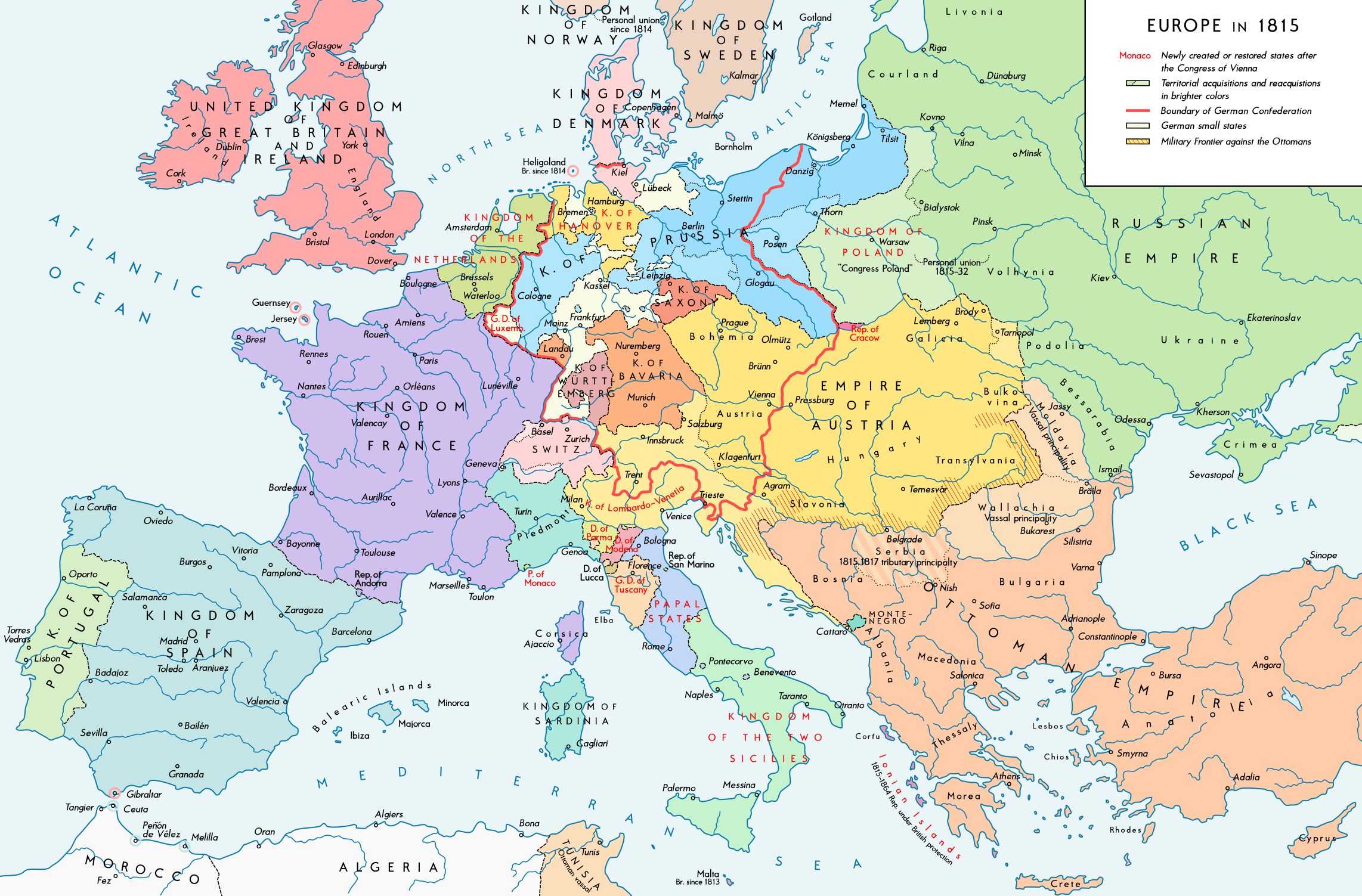
1815年维也纳会议后出现的欧洲地图

本条目详细列出了自1815年维也纳会议以来，欧洲存在过之后又灭亡的所有国家，包括傀儡国家。每个国家的信息都分为不同的一列：不同国家的名称、其存在时间、曾经拥有过的全部或部分的一个或多个国家，以及该国家的进一步信息。

## 范围
1815年的维也纳会议就欧洲边界和势力范围进行了一轮谈判。维也纳会议是一次为期9个月的泛欧政治家会议，会议旨在解决因法国大革命战争、拿破崙戰爭和神圣罗马帝国解体的不稳定影响而产生的许多问题。
直接的背景是1814年5月拿破仑的法兰西第一帝国的失败和投降，结束了连续25年的几乎不间断的战争，在此期间法国导致无数欧洲微型国家以及一些更大的微型国家被併吞或地缘政治重组。维也纳会议是后来被称为歐洲協調的一系列国际会议中的第一次会议，该会议试图在欧洲建立和平的權力平衡，包括恢复或重组许多此前已从欧洲政治版图中删除的国家。

## 主权国家
这是1815年至今已灭亡的欧洲所有独立国家或傀儡国家的列表。（每个国家的存在时间都基于该国家的主权。这意味着这些国家可能也在这些日期之外存在，但并未完全独立。）
| 国家名称                               | 主权存在时间                  | 现今属于 | 灭亡原因及注释 | 旗帜 | 徽章 |
| -------------------------------------- | ----------------------------- | --- | --- | ---- | ---- |
| 安哈尔特公国                           | 1813–1867                     | 德国 | 成为北德意志邦聯的成员。 |      |      |
| 亞美尼亞民主共和國                     | 1918–1920                     | 亞美尼亞，阿塞拜疆和土耳其 | 亚美尼亚民主共和国在俄罗斯革命之后成为一个独立的国家，这导致了俄罗斯帝国的崩溃。然而，它于1922年被入侵并并入苏联。 |      |      |
| 奧地利帝國                             | 1804–1867                     | 奥地利，匈牙利，捷克，斯洛伐克，东欧加利西亚，特兰西瓦尼亚，伏伊伏丁那，意大利，斯洛文尼亚，克罗地亚 | 这个建立在哈布斯堡君主國之上的实体在宪法上可以被视为一个在联邦制基础上的单一君主制，匈牙利王国在这个联邦实体框架内的特殊地位是一个独立的特别组成部分，由个人联合统治，没有被吞并或并入帝国。                                                       |      |      |
| 奥匈帝国                               | 1867–1918                     | 奥地利，匈牙利，捷克，斯洛伐克，东欧加利西亚，特兰西瓦尼亚，伏伊伏丁那，特伦蒂诺-上阿迪杰，斯洛文尼亚，克罗地亚，波斯尼亚和黑塞哥维那                                                                                              | 根据1867年奥地利-匈牙利折衷方案，奧地利帝國和匈牙利王国组成了一个联合君主制国家，君主为哈布斯堡王朝君主，拥有一些共同的机构，但两国的地位和内政是分开的。                                                                                          |      |      |
| 阿瓦尔汗国                             | 13世纪–1864                   | 俄罗斯 | 由切尔克西亚和达吉斯坦共和国组成，它是高加索地区最后一个被俄罗斯帝国吞并的国家：1859年吞并达吉斯坦和1864年吞并切尔克西亚。 |      |      |
| 亞塞拜然民主共和國                     | 1918–1920                     | 阿塞拜疆 | 阿塞拜疆民主共和国在俄罗斯革命之后成为一个独立的国家，这导致了俄罗斯帝国的崩溃。然而，它被入侵并最终于1922年并入苏联。 |      |      |
| 巴登大公國                             | 1806–1871                     | 德国 | 加入德意志帝國并成为其成员之一。 |      |      |
| 巴伐利亞王國                           | 1806–1871                     | 德国 | 加入德意志帝國并成为其成员之一。 |      |      |
| 白俄羅斯人民共和國                     | 1918–1919                     | 白俄罗斯 | 从俄罗斯苏维埃联邦社会主义共和国获得独立，但很快被俄罗斯苏维埃吞并。目前，其拉达（理事会）是仍在运作的最古老的流亡政府。 |      |      |
| 不来梅自由市                           | 1813–1867                     | 德国 | 成为北德意志邦聯的成员。 |      |      |
| 不伦瑞克公国                           | 1815–1867                     | 德国 | 成为北德意志邦聯的成员。 |      |      |
| 喀尔巴阡乌克兰                         | 1938–1939                     | 乌克兰 | 1938年底至1939年3月15日是捷克斯洛伐克境内的一个自治区。它于1939年3月15日宣布自己为独立共和国，但在1939年3月15日至3月16日期间被匈牙利王國吞并，一直处于匈牙利的控制之下，直到第二次世界大战结束，当时它被割让给苏联。                               |      |      |
| 科斯帕亚                               | 1440–1826                     | 意大利 | 由于错误，在出售条约中没有提及一小块土地，其居民立即宣布独立；近400年后，它被平等地并入教宗国和托斯卡纳。 |      |      |
| 库托米斯托                             | 10世纪–1864                   | 西班牙和葡萄牙 | 葡萄牙和西班牙之间的中立领土，1864年被葡萄牙和西班牙瓜分。 |      |      |
| 克里特岛                               | 1898–1913                     | 希腊 | 在多次反抗奥斯曼帝国后获得独立，并在独立仅15年后加入希臘王國。 |      |      |
| 克里米亚                               | 2014                          | 乌克兰（与俄罗斯的争议领土） | 一个未被承认的国家，在公投后获得独立，一天后加入俄罗斯。 |      |      |
| 克羅埃西亞獨立國                       | 1941–1945                     | 克罗地亚，波斯尼亚和黑塞哥维那，塞尔维亚 | 二战期间納粹德國的傀儡国家。 |      |      |
| 捷克斯洛伐克第一共和国                 | 1918 - 1938                   | 捷克，斯洛伐克，外喀爾巴阡 | 第一次世界大战后捷克斯洛伐克民主统一政府。 |      |      |
| 捷克斯洛伐克第二共和国                 | 1938 - 1939                   | 捷克，斯洛伐克，外喀爾巴阡 | 被割让苏台德后沦为德国的附属国的捷克斯洛伐克政府 |      |      |
| 捷克斯洛伐克第三共和国                 | 1945 - 1948                   | 捷克，斯洛伐克 | 第二次世界大战后捷克斯洛伐克民主统一政府。 |      |      |
| 捷克斯洛伐克社会主义共和国             | 1948–1992                     | 捷克，斯洛伐克 | 二战后铁幕背后的捷克和斯洛伐克共产主义政府。 |      |      |
| 但泽（国际联盟）                       | 1920–1939                     | 波兰 | 國際聯盟的保护国；二战納粹德國入侵波兰第二共和国期间被吞并。 |      |      |
| 古里亚共和国                           | 1905-06                       | 格鲁吉亚 | 俄罗斯帝国的一部分。 |      |      |
| 德意志民主共和國                       | 1949–1990                     | 德国 | 也被称为东德；是二战后苏联控制的德国政府。 |      |      |
| 芬兰民主共和国                         | 1939–1940                     | 俄罗斯 | 二战期间从芬兰南部建立的苏联傀儡国家，很快被并入苏联。 |      |      |
| 阜姆自由邦                             | 1920–1924                     | 克罗地亚 | 第一次世界大战结束时由奥匈帝国领土形成，后来被斯洛文尼亚人、克罗地亚人和塞尔维亚人国以及意大利王国瓜分。 |      |      |
| 法蘭克福自由市                         | 1816–1866                     | 德国 | 1866年被普鲁士王国吞并。 |      |      |
| 喬治亞民主共和國                       | 1918–1921                     | 格鲁吉亚 | 格鲁吉亚民主共和国是在俄国革命之后出现的，从1918年到1921年存在。1921年俄罗斯苏维埃联邦社会主义共和国紅軍入侵喬治亞，1922年被强行并入苏联。 |      |      |
| 希臘王國                               | 1832–1924 1935–1941 1944–1974 | 希腊，土耳其 | 希腊王国在君主制和独裁制之间摇摆不定，历史上曾三度建国，根基不稳。 |      |      |
| 汉堡                                   | 1813–1867                     | 德国 | 成为北德意志邦聯的成员。 |      |      |
| 汉诺威王国                             | 1814–1866                     | 德国 | 在1837年维多利亚女王即位之前与大不列颠及爱尔兰联合王国组成共主邦联；1866年被普魯士王國吞并。 |      |      |
| 黑森大公国                             | 1806–1867/1871                | 德国 | 北部成为北德意志邦聯的成员。然后加入德意志帝國，南部后来也加入德意志帝國。 |      |      |
| 黑森-洪堡                              | 1622–1866                     | 德国 | 1866年被普鲁士王国吞并。 |      |      |
| 黑森选侯国                             | 1813–1866                     | 德国 | 1866年被普鲁士王国吞并。 |      |      |
| 霍亨索伦-黑兴根                        | 1576–1850                     | 德国 | 1850年被普鲁士王国吞并。 |      |      |
| 霍亨索伦-锡格马林根侯国                | 1576–1850                     | 德国 | 1850年被普鲁士王国吞并。 |      |      |
| 意大利社会共和国                       | 1943–1945                     | 意大利 | 二战期间纳粹德国的傀儡国家。 |      |      |
| 爱尔兰共和国                           | 1919–1922                     | 北爱尔兰，爱尔兰岛 | 部分承认的革命国家。1918年爱尔兰独立战争期间的选举后宣布独立。1921年英爱条约签订后，分裂为爱尔兰自由邦和英国。 |      |      |
| 克拉科夫自由市                         | 1815–1846                     | 波兰 | 普鲁士王国、俄罗斯帝国和奥地利帝国的保护国，后来并入奥地利帝国。 |      |      |
| 庫班人民共和國                         | 1917–1920                     | 俄罗斯 | 从1917年俄罗斯帝国灭亡到被俄罗斯苏维埃联邦社会主义共和国吞并，它一直是北高加索地区一个短命的小国，从未重新获得独立。 |      |      |
| 匈牙利王国                             | 1000–1918 1920–1946           | 匈牙利，斯洛伐克，乌克兰，羅馬尼亞，塞尔维亚，克罗地亚，奥地利，波兰 | 这个历史王国的领土连续性在其生命周期中多次改变，但在1867年奥地利-匈牙利折衷方案后永久恢复。第一次世界大战后，在1920年的特里亞農條約中，匈牙利王国领土的2/3被重新划分并分配给其他国家。之后建立了没有国王但有摄政的匈牙利王國，之后恢复了部分领土。 |      |      |
| 利希滕贝格公国                         | 1815–1834                     | 德国 | 由萨克森-科堡家族的一个分支所有；1834年卖给普魯士王國。 |      |      |
| 利珀亲王国                             | 1123–1867                     | 德国 | 成为北德意志邦聯的成员。 |      |      |
| 呂貝克自由市                           | 1815–1867                     | 德国 | 成为北德意志邦聯的成员。 |      |      |
| 卢卡公国                               | 1815–1847                     | 意大利 | 1847年被托斯卡纳大公国吞并。 |      |      |
| 马萨与卡拉拉公国                       | 1473–1829                     | 意大利 | 1829年被摩德納和雷焦公國吞并。 |      |      |
| 梅克倫堡-什未林大公國                  | 1352–1867                     | 德国 | 成为北德意志邦聯的成员。 |      |      |
| 芒通和罗克布吕讷自由市                 | 1848-1849                     | 法国 | 芒通与羅克布呂訥-卡普馬丹于1848年脱离摩纳哥。1849年11月被薩丁尼亞王國吞并，1861年被法国吞并。 |      |      |
| 摩德納和雷焦公國                       | 1814–1859                     | 意大利 | 加入中意大利聯合省（意大利王国的前身之一）。 |      |      |
| 摩爾達維亞民主共和國                   | 1918                          | 摩尔多瓦 | 从1917年俄罗斯帝国灭亡到1918年，以及凡尔赛条约将这片领土加入羅馬尼亞王國，摩尔达维亚民主共和国一直是俄罗斯帝国在欧洲的继承国之一。 |      |      |
| 黑山王国                               | 1910–1918                     | 蒙特內哥羅 | 第一次世界大战后塞尔维亚扩张期间被塞尔维亚吞并以创建南斯拉夫的王国。 |      |      |
| 黑山公國                               | 1878–1910                     | 蒙特內哥羅 | 黑山王国前身。 |      |      |
| 北高加索山区共和国                     | 1917–1920                     | 俄罗斯 | 从1917年俄罗斯帝国灭亡到1920年，这个国家在被俄罗斯苏维埃联邦社会主义共和国吞并之前存在了很短的时间，并且从未重新获得独立。 |      |      |
| 拿騷公國                               | 1806–1866                     | 德国 | 1866年被普鲁士王国吞并。 |      |      |
| 北德意志邦聯                           | 1867–1871                     | 德国，波兰，南日德蘭，加里宁格勒 | 德意志第一个联邦州和德意志帝國的前身。 |      |      |
| 奥尔登堡大公国                         | 1180–1867                     | 德国 | 成为北德意志邦聯的成员。 |      |      |
| 奥斯曼帝国                             | 1299–1923                     | 土耳其，波斯尼亚和黑塞哥维那，塞尔维亚，羅馬尼亞，蒙特內哥羅，阿尔巴尼亚，北馬其頓，保加利亚，希腊，匈牙利，摩尔多瓦，乌克兰，伊拉克，叙利亚，科威特，黎巴嫩，以色列，巴勒斯坦领土，埃及，沙特阿拉伯，利比亚，突尼西亞，阿尔及利亚 | 这个帝国是有史以来最持久的帝国之一，它从近东崛起，在其历史上的领土和经济地位剧烈波动；第一次世界大战失败后解体。 |      |      |
| 教宗国                                 | 752–1870                      | 意大利 | 整个东部地区加入了中意大利聯合省（意大利王国的前身之一）； 然而，西海岸的剩余土地直到1870年才被并入意大利。 |      |      |
| 帕爾馬公國                             | 1814–1859                     | 意大利 | 加入中意大利聯合省（意大利王国的前身之一）。 |      |      |
| 普魯士王國                             | 1701–1867                     | 德国，波兰，南日德蘭，加里宁格勒 | 成为北德意志邦聯的成员。 |      |      |
| 羅伊斯幼系親王國                       | 1806–1867                     | 德国 | 成为北德意志邦聯的成员。（安哈尔特地区） |      |      |
| 羅伊斯-格賴茨親王國                    | 1778–1867                     | 德国 | 成为北德意志邦聯的成员。 （安哈尔特地区） |      |      |
| 俄罗斯苏维埃联邦社会主义共和国         | 1917–1922                     | 俄罗斯 | 从1917年俄罗斯帝国灭亡到1922年，俄罗斯苏维埃联邦社会主义共和国是一个独立的共产主义国家，包括俄罗斯帝国在其最后几年拥有的几乎所有领土；1922 年它成为苏联的主要和主导国家，直到联盟于1991年结束。                                                    |      |      |
| 萨尔（国际联盟）                       | 1920–1935                     | 德国 | 魏瑪共和國境内的國際聯盟託管地。 |      |      |
| 薩爾保護領                             | 1947–1956                     | 德国 | 法国管辖的地区后来划归西德。 |      |      |
| 圣马可共和国                           | 1848–1849                     | 意大利 | 革命国家，在1848-49年存在17个月。以威尼斯潟湖为基础，延伸到威尼托大区的大部分地区，或威尼斯共和国的特拉弗玛。 |      |      |
| 薩丁尼亞王國                           | 1720–1861                     | 意大利，法国 | 包括意大利的撒丁岛和皮埃蒙特地区；统一意大利半島的领导国家。 |      |      |
| 萨克森-阿尔滕堡                        | 1826–1867                     | 德国 | 成为北德意志邦聯的成员。（图林根州的一个省） |      |      |
| 萨克森-科堡-哥达                       | 1826–1867                     | 德国 | 成为北德意志邦聯的成员。（图林根州的一个省） |      |      |
| 萨克森-科堡-萨尔费尔德                 | 1699–1826                     | 德国 | 1826 年合并为萨克森-科堡-哥达。 |      |      |
| 萨克森-哥达-阿尔滕堡                   | 1680–1826                     | 德国 | 1826 年合并为萨克森-科堡-哥达。 |      |      |
| 萨克森-迈宁根                          | 1675–1867                     | 德国 | 成为北德意志邦聯的成员。（图林根州的一个省） |      |      |
| 萨克森-魏玛-爱森纳赫                   | 1809–1867                     | 德国 | 成为北德意志邦聯的成员。（图林根州的一个省） |      |      |
| 萨克森王国                             | 1806–1867                     | 德国 | 成为北德意志邦聯的成员。 |      |      |
| 紹姆堡-利珀親王國                      | 1643–1867                     | 德国 | 成为北德意志邦聯的成员。 |      |      |
| 石勒苏益格公国                         | 1864–1866                     | 德国，丹麦 | 1864年从丹麦独立；1866年被普鲁士王国吞并。 |      |      |
| 施瓦茨堡-魯多爾施塔特                  | 1599–1867                     | 德国 | 成为北德意志邦聯的成员。（图林根州的一个省） |      |      |
| 施瓦茨堡-松德斯豪森                    | 1599–1867                     | 德国 | 成为北德意志邦聯的成员。（图林根州的一个省） |      |      |
| 塞尔维亚王国                           | 1882–1918                     | 塞尔维亚，北馬其頓 | 由其他国家兼并而成的南斯拉夫王國的前身。 |      |      |
| 塞爾維亞公國                           | 1815–1882                     | 塞尔维亚 | 塞尔维亚王国的前身。 |      |      |
| 塞普丁修拉共和国                       | 1800–1815                     | 希腊 | 一个群岛共和国，从1800年到1807年，在名义上的奥斯曼帝国统治下存在于伊奧尼亞群島，然后被法兰西帝国统治。 |      |      |
| 斯洛伐克共和國                         | 1939–1945                     | 斯洛伐克 | 二战期间納粹德國的傀儡国家。 |      |      |
| 斯洛文尼亚人、克罗地亚人和塞尔维亚人国 | 1918                          | 斯洛文尼亚，克罗地亚，波斯尼亚和黑塞哥维那，伏伊伏丁那 | 一个短暂的独立国家，在第一次世界大战后塞尔维亚扩张期间被塞尔维亚吞并以创建南斯拉夫。 |      |      |
| 外高加索民主聯邦共和國                 | 1918                          | 格鲁吉亚，亞美尼亞，阿塞拜疆 | 俄罗斯帝国灭亡后，外高加索民主联邦共和国成立，但仅在两个月后就解体了。 |      |      |
| 第里雅斯特自由區                       | 1947–1975                     | 意大利，斯洛文尼亚，克罗地亚 | 1954年，邻国意大利和南斯拉夫实际上分裂，1975年两国达成协议正式取消。 |      |      |
| 托斯卡纳大公国                         | 1815–1859                     | 意大利 | 加入中意大利聯合省（意大利王国的前身之一）。 |      |      |
| 兩西西里王國                           | 1816–1860                     | 意大利 | 包括意大利那不勒斯和西西里地区； 1860年3月被薩丁尼亞王國吞并。 |      |      |
| 烏克蘭人民共和國                       | 1917–1921                     | 乌克兰 | 从俄罗斯苏维埃联邦社会主义共和国获得独立，但很快被俄罗斯苏维埃吞并。 |      |      |
| 苏联                                   | 1922–1991                     | 俄罗斯，白俄罗斯，乌克兰，摩尔多瓦，格鲁吉亚，亞美尼亞，阿塞拜疆，爱沙尼亚，拉脫維亞，立陶宛，哈萨克斯坦，乌兹别克斯坦，塔吉克斯坦，土库曼斯坦，吉尔吉斯斯坦                                                                       | 现代超级大国之一，包括曾经属于俄罗斯帝国的大部分领土，包括二战后从德国、波兰和捷克斯洛伐克吞并的欧洲的一些新领土。1991年解体、 |      |      |
| 荷蘭聯合王國                           | 1815–1839                     | 荷兰，比利时，卢森堡 | 拿破仑一世垮台后统一的荷兰领土主权国家；只有卢森堡地区是德意志邦聯的一部分。 |      |      |
| 中意大利聯合省                         | 1859–1860                     | 意大利 | 意大利统一的第一步，包括托斯卡纳大公国，帕爾馬公國，摩德納和雷焦公國，以及教宗国的东部地区；1860年3月被薩丁尼亞王國吞并。 |      |      |
| 伊奥尼亚群岛合众国                     | 1815–1864                     | 希腊 | 是英国的一个州和友好保护国。它是七岛共和国的继承国。 |      |      |
| 瓦爾代克和皮爾蒙特親王國               | 1180–1867                     | 德国 | 成为北德意志邦聯的成员。 |      |      |
| 魏瑪共和國                             | 1919–1933                     | 德国，波兰，加里宁格勒 | 德国第一民主政体。 |      |      |
| 西烏克蘭人民共和國                     | 1918–1919                     | 乌克兰 | 奥匈帝国灭亡后乌克兰人未被承认的继承国。 |      |      |
| 符騰堡王國                             | 1806–1871                     | 德国 | 加入德意志帝國并成为其成员之一。 |      |      |
| 塞爾維亞與蒙特內哥羅                   | 1992–2006                     | 塞尔维亚，蒙特內哥羅，波斯尼亚和黑塞哥维那 | 共产主义垮台后的民主南斯拉夫；波斯尼亚和黑塞哥维那于1991年至1993年间获得独立；2003年更名为塞爾維亞與蒙特內哥羅。 |      |      |
| 南斯拉夫王國                           | 1918–1941                     | 塞尔维亚，斯洛文尼亚，科索沃，克罗地亚，波斯尼亚和黑塞哥维那，蒙特內哥羅，北馬其頓 | 第一次世界大战后统一的斯拉夫国家。 |      |      |
| 南斯拉夫社会主义联邦共和国             | 1944–1992                     | 塞尔维亚，斯洛文尼亚，科索沃，克罗地亚，波斯尼亚和黑塞哥维那，蒙特內哥羅，北馬其頓 | 二战后铁幕下的南斯拉夫族共产主义政府。 |      |      |
| 波希米亞和摩拉維亞保護國               | 1938–1945                     | 捷克 | 二战期间納粹德國的傀儡国家。 |      |      |
| 奥地利第一共和国                       | 1918–1934                     | 奥地利 | |      |      |
| 奥地利联邦国                           | 1934–1938                     | 奥地利 | |      |      |

## 自治国家或合并保护国
这是 1815 年至今不存在的所有国家/地区的所有属地列表。（每个国家的存在时间都基于该国家的主权。这意味着这些国家可能也在这些日期之外存在，但并未完全独立。）
| 国家名称           | 存在时间  | 现今属于           | 简介 | 旗帜 | 徽章 |
| ------------------ | --------- | ------------------ | --- | ---- | ---- |
| 阿布哈兹公国       | 1810–1864 | 格鲁吉亚           | 该公国实际上自12世纪就存在，甚至在15和16世纪被奥斯曼帝国征服后仍设法保持自治；自治公国于1810年被移交给俄罗斯帝国，并于1864年完全解体并被俄罗斯同化。                 |      |      |
| 保加利亞親王國     | 1878–1908 | 保加利亚，塞尔维亚 | 在1878年的俄土战争以及黑山、塞尔维亚和罗马尼亚的独立期间，保加利亚在奥斯曼帝国内获得了自治地位；公国于1908年获得完全独立。                                           |      |      |
| 葉里溫汗國         | 1604–1828 | 亞美尼亞           | 1604年成为卡扎尔王朝的一个自治区，1828年被俄罗斯帝国吞并。 |      |      |
| 芬兰大公国         | 1809–1918 | 芬兰，俄罗斯       | 是俄罗斯帝国的一个自治君主制国家，以俄罗斯沙皇为大公。 |      |      |
| 古里亞公國         | 1810–1829 | 格鲁吉亚           | 该公国实际上自15世纪就已存在，甚至在16世纪被奥斯曼帝国征服后仍设法保持自治；自治公国于1810年被移交给俄罗斯帝国，并于1829年完全解体并被俄罗斯同化。                   |      |      |
| 倫巴第－威尼托王國 | 1815–1866 | 意大利             | 包括意大利的伦巴第和威尼斯地区；奧地利帝國内的一个自治王国。 |      |      |
| 黑山公國           | 1815–1878 | 蒙特內哥羅         | 在成为法兰西第一帝国的傀儡国家之后，它重新获得了奥斯曼帝国的自治地位，直到1878年在俄罗斯的支持下独立。                                                               |      |      |
| 莫里斯尼特         | 1816–1919 | 比利时             | 1816年，中立莫里斯尼特成为荷兰和普魯士共同管理的领土。荷兰于1830年被比利时取代。1919年第一次世界大战后，德国根据凡尔赛条约将该领土割让给比利时，并于1920年正式吞并。 |      |      |
| 納希切萬汗國       | 1747–1828 | 阿塞拜疆，亞美尼亞 | 1747年成为卡扎尔王朝的一个自治区，1828年被俄罗斯帝国吞并。 |      |      |
| 波蘭會議王國       | 1815–1830 | 波兰，立陶宛       | 是俄罗斯帝国的一个自治君主制国家，以俄罗斯沙皇为国王；在国内，它被称为“波兰王国”，但在国际上被称为波兰會議王國，更像是一个保护国。                                   |      |      |
| 罗马尼亚联合公国   | 1859–1878 | 羅馬尼亞           | 1859年摩尔多瓦和瓦拉几亚统一为联合公国，并在奥斯曼帝国内获得自治地位，直到1878年在俄罗斯的支持下独立。                                                               |      |      |
| 薩梅格列羅公國     | 1803–1857 | 格鲁吉亚           | 该公国实际上自公元前4世纪就存在，甚至在16世纪被奥斯曼帝国征服后仍设法保持自治；自治公国于1803年被移交给俄罗斯帝国，并于1857年完全解体并被俄罗斯同化。                |      |      |
| 塞爾維亞公國       | 1817–1878 | 塞尔维亚           | 1804年和1817年爆发了叛乱，塞尔维亚在奥斯曼帝国内获得自治地位，直到1878年在俄罗斯的支持下独立。                                                                       |      |      |

## 提议国家
这是自1815年到现在之间可能存在或本来可能存在的所有独立国家的列表，这些国家由于某种原因从未存在过。
| 国家名称       | 建议成立时间 | 现今属于                                                                                             | 注释 | 旗帜 |
| -------------- | ------------ | --- | --- | ---- |
| 波羅的聯合公國 | 1918         | 爱沙尼亚和拉脫維亞                                                                                   | 最初由德国人提出但在凡尔赛条约和波罗的海地区成为当今三个国家后被拒绝的想法。 |      |
| 大奥地利合众国 | 1905         | 奥地利，匈牙利，捷克，斯洛伐克，东欧加利西亚，特兰西瓦尼亚，伏伊伏丁那，意大利，斯洛文尼亚，克罗地亚 | 哈布斯堡王朝为应对自治帝国内部的紧张局势而提出的概念； 专制帝国将变成一个统一的自治国家，每个国家在弱得多的哈布斯堡君主制的支持下进行自治。                                                         |      |
| 海間聯邦       | 1918         | 波兰，立陶宛，拉脫維亞，爱沙尼亚，芬兰，白俄罗斯，乌克兰，匈牙利，羅馬尼亞，南斯拉夫和捷克斯洛伐克   | 是一个地缘政治项目，由前波兰-立陶宛联邦的继承国的政治家在几次迭代中构思出来，其中一些预期包括其他邻国。 拟议的多国政体将跨越波罗的海和黑海之间的领土，因此拉丁语名称Intermarium，意思是“海洋之间”。 |      |